# St. Michael the Archangel (Schiff)
Die St. Michael the Archangel (auch als St. Michael Archangel bezeichnet) ist ein Fährschiff der philippinischen Reederei 2GO Travel. Sie wurde 1990 als Blue Diamond in Dienst gestellt und stand unter diesem Namen bis 2008 unter japanischer Flagge im Einsatz. Seit 2011 fährt das Schiff auf den Strecken von Manila nach Iloilo City sowie von Bacolod City nach Cagayan de Oro.

## Geschichte

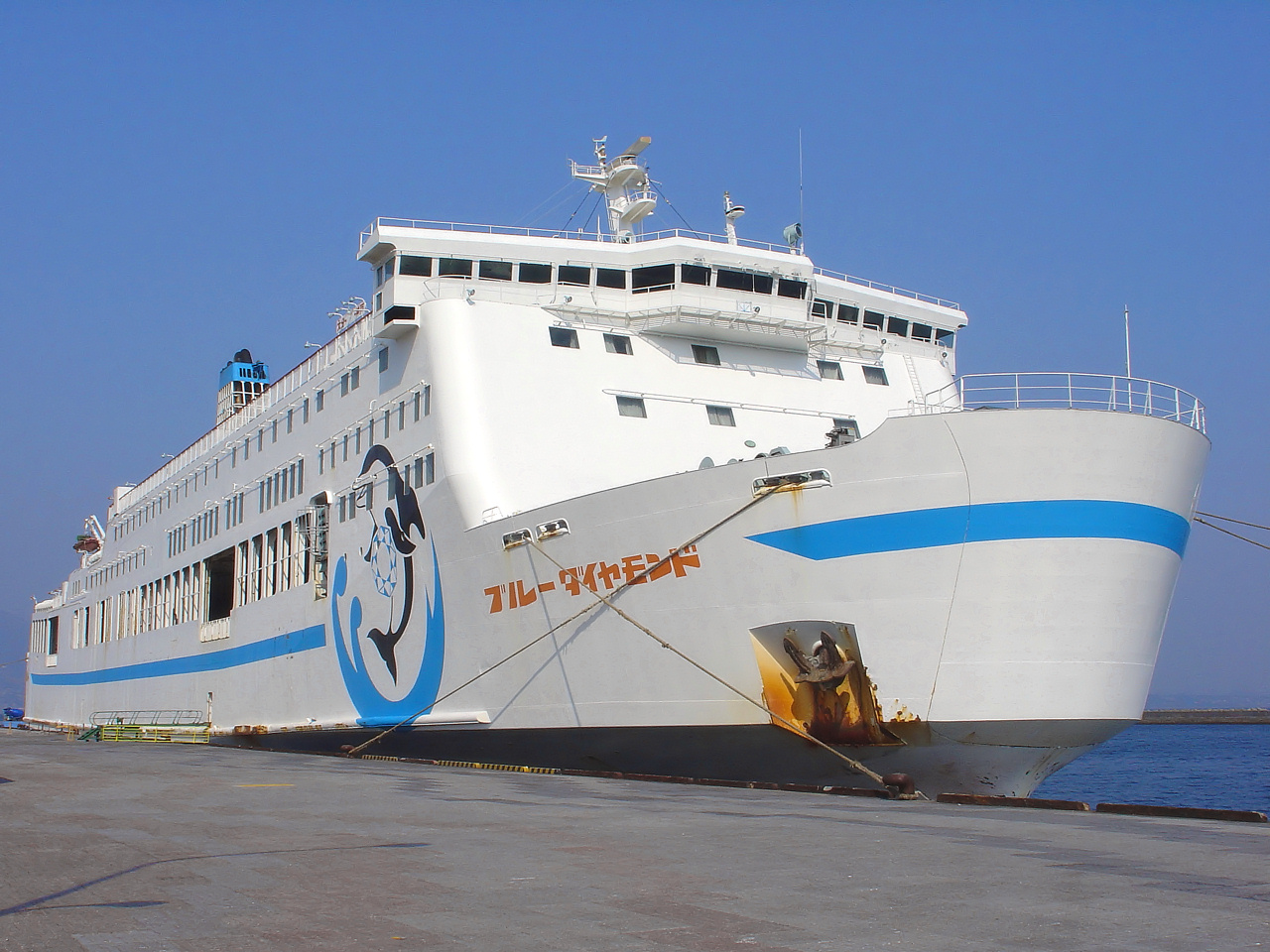
Als Blue Diamond in Beppu, Februar 2008

Die Blue Diamond wurde im November 1989 unter der Baunummer 2671 in der Werft von Shin Kurushima Dockyard in Ōnishi (ein heutiger Teil von Imabari) auf Kiel gelegt und lief am 19. April 1990 vom Stapel. Nach der Ablieferung an die in Ōita ansässige Reederei Diamond Ferry am 17. Juli 1990 folgte am 23. Juli die Indienststellung auf der Strecke von Kōbe über Imabari und Matsuyama nach Ōita. Die Fähre basierte in ihrem Entwurf auf der bereits 1986 in Dienst gestellten Ferry Diamond. Weitere Schwesterschiffe sind die Star Diamond (1991), die Sunflower Kogane (1992; 2015 abgewrackt) und die Sunflower Nishiki (1992; 2022 abgewrackt).
Nach 18 Jahren Dienstzeit auf derselben Strecke wurde die Blue Diamond 2008 an die in Mokpo ansässige Reederei Sea World Express Ferry verkauft und in Queen Mary umbenannt. Nach einem Umbau konnte das Schiff nun 1650 statt zuvor 942 Passagiere befördern. Es stand fortan zwischen Jejudo und Mokpo im Einsatz.
Im Januar 2011 ging die Queen Mary unter dem gekürzten Namen Queen und der Flagge Kambodschas in philippinische Gewässer und wurde im März 2011 als St. Michael the Archangel an die Reederei 2GO Travel verkauft. Nach einem erneuten Umbau steht das Schiff seitdem auf den Strecken von Manila nach Iloilo City sowie von Bacolod City nach Cagayan de Oro im Einsatz.